# Filip Zubčić
Filip Zubčić (Zagreb, 27 de enero de 1993) es un deportista croata que compite en esquí alpino.
Ganó una medalla de plata en el Campeonato Mundial de Esquí Alpino de 2021, en el eslalon gigante paralelo. En la Copa del Mundo consiguió tres victorias y doce podios en total.

## Palmarés internacional
| Campeonato Mundial | Campeonato Mundial         | Campeonato Mundial | Campeonato Mundial       |
| Año                | Lugar                      | Medalla            | Prueba                   |
| ------------------ | -------------------------- | ------------------ | ------------------------ |
| 2021               | Cortina d'Ampezzo (Italia) | Medalla de plata   | Eslalon gigante paralelo |